# Samotlor Nijnievartovsk
Le Iougra-Samotlor Nizhievartovsk est un club de volley-ball russe fondé en 1987 et basé à Nijnevartovsk, et évoluant au deuxième niveau national (Liga A).

## Palmarès
- Coupe de Russie : 1993

## Joueurs majeurs
- Stanislav Dineikine  Russie (pointu, 2,15 m)